# بول لينكه
بول لينكه (بالإنجليزية: Paul Linke)‏ هو ممثل أمريكي، ولد في 6 مايو 1948 بنيويورك في الولايات المتحدة.

## وصلات خارجية
- بول لينكه على موقع IMDb (الإنجليزية)
- بول لينكه على موقع قاعدة بيانات الفيلم (الإنجليزية)